# Ponte di Los Tilos
Il viadotto di Los Tilos è un ponte ad arco situato nel municipio di San Andrés y Sauces nell'isola di La Palma, nell'arcipelago spagnolo delle Canarie. 
Il suo arco di 255 m di luce attraversa, senza appoggi intermedi, un canyon di 150 m di profondità popolato da tigli, da cui il nome del ponte. La lunghezza totale dell'opera di ingegneria è di 353 m. Serve da connessione per la strada LP-1 che unisce la capitale dell'isola con i municipi del nord. È stato inaugurato dal Ministro del Progresso, Magdalena Álvarez, il 18 dicembre 2004. 

## Costruzione

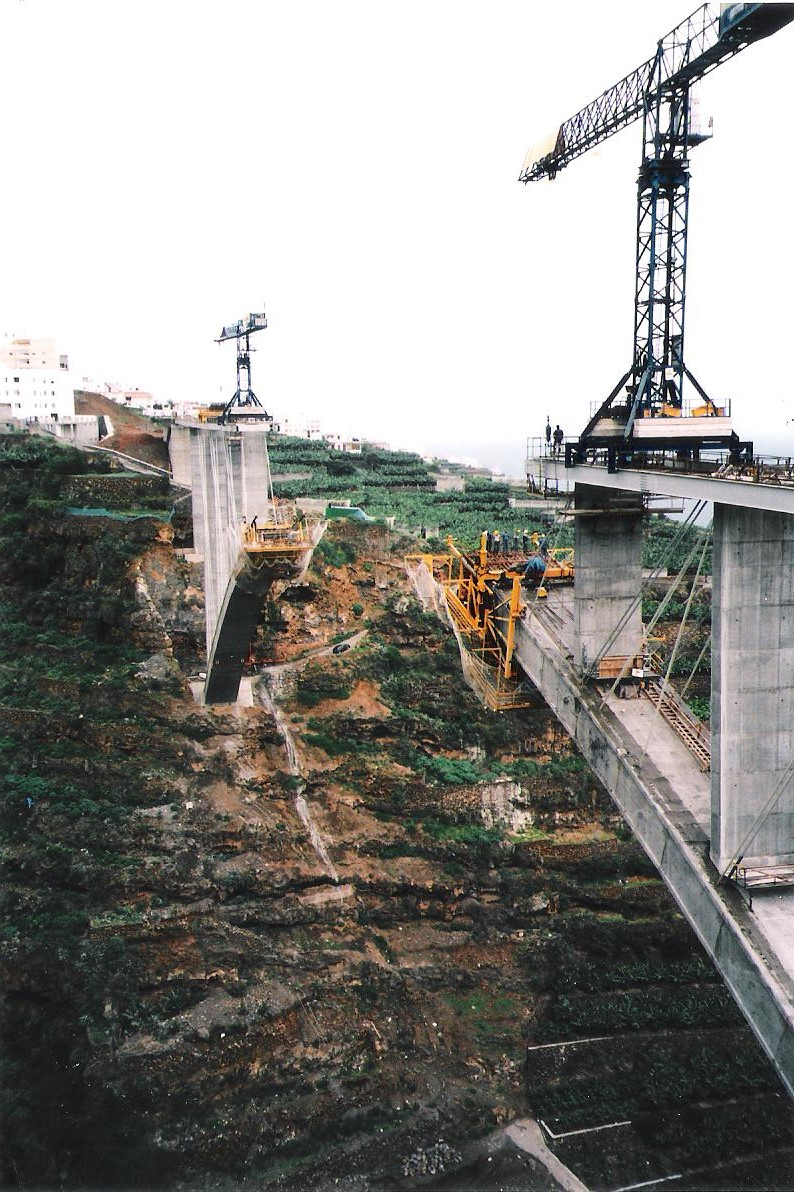
Fase di costruzione del Ponte di Los Tilos, novembre 2003

È il ponte ad arco in calcestruzzo armato più lungo e più alto di Spagna; per altezza è il 2° d'Europa, preceduto dal vecchio Pont du Gueuroz in Svizzera.
Costruito su una delle numerose e profonde gole dell'isola vulcanica di La Palma, il ponte venne realizzato con una tecnica diversa rispetto a quella utilizzata in casi analoghi, che consisteva nell'erigere due torri ai lati della gola da cui irradiare stralli provvisori che supportassero le due metà dell'arco fino a farle unire. Sia l'arco che la carreggiata del Los Tilos furono infatti costruiti contemporaneamente a sbalzo verso l'esterno, evitando così anche la necessità di una linea soprelevata. Man mano che i segmenti delle due metà dell'arco venivano realizzati, erano collegati con il ponte stradale attraverso stralli provvisori. Una volta realizzato un segmento d'arco e il relativo supporto verticale, si proseguiva con un altro tratto di carreggiata a cui fissare il successivo segmento d'arco. Tale procedimento venne ripetuto fino a far chiudere l'arco in chiave.
La costruzione del ponte durò 32 mesi, da giugno 2001 a dicembre 2004. Il 10 giugno 2004 i due semiarchi si incontrarono in chiave e furono uniti. Il 3 novembre 2004 furono effettuati test di carico statici e dinamici sul ponte con trenta camion da 26 tonnellate.

## Finanziamento
Il ponte è stato costruito con un investimento di circa 5,4 milioni di Euro all'interno di una convenzione tra il Ministero del Progresso e il Governo delle Canarie.